# محطة مكناس الأمير عبد القادر
محطة مكناس الأمير عبد القادر هي إحدى محطتي القطار بمدينة مكناس في المغرب. تقع المحطة في شارع الأمير عبد القادر بحي حمرية وسط المدينة. تتكون المحطة من بناية بها عدد من المحلات التجارية وأكشاك بيع التذاكر. وتتوفر على رصيفين تفصلهما سكتي حديد، أحدهما مجاور لمبنى المحطة، والثاني يرتبط بها بممر تحت أرضي.